# Sikhotealinia zhiltzovae
Sikhotealinia zhiltzovae – reliktowy gatunek chrząszcza z rodziny Jurodidae. Uważany za żywą skamieniałość, opisany został w 1996 roku przez rosyjskiego entomologa Giermana Lafera na podstawie jednego martwego okazu, znalezionego w kwietniu 1974 roku przy brzegu rzeki w Rezerwacie Sichotealińskim w górach Sichote-Aliń. Nazwa rodzajowa upamiętnia lokalizację typowego okazu, natomiast nazwa gatunkowa honoruje Ł. Żilcową, która znalazła owada.
Brak danych o biologii, rozwoju i rozmieszczeniu tego owada.
Budowa chrząszcza wykazuje cechy zarówno Archostemata, jak Adephaga i Polyphaga. Pozycja systematyczna jest niepewna. Początkowo umieszczony przez Lafera w monotypowej rodzinie Sikhotealiniidae, później został zaliczony do paleoendemicznej rodziny Jurodidae. Wymarłe chrząszcze z rodziny Jurodidae znane są z dolnej jury Zabajkala. Kirejczuk porównując chrząszcza Jurodes ignoramus do Sikhotealinia stwierdził, że jedyną cechą pozwalającą odróżnić wymarłe Jurodidae od Sikhotealinia jest liczba rzędów punktowań pokryw (odpowiednio, więcej niż 15 i 11).
Sikhotealinia jest jedynym znanym współczesnym chrząszczem, którego imagines mają przyoczka.